# Кочережковский сельский совет
Кочережковский сельский совет (укр. Кочережківська сільська рада) — входит в состав
Павлоградского района
Днепропетровской области
Украины.
Административный центр сельского совета находится в 
с. Кочерёжки.

## Населённые пункты совета
- с. Кочерёжки
- с. Желобок
- с. Подлесное